# Сиреномелия
Сиреномелия, или още синдром на русалката е много рядък вид вродена деформация, при която краката на новороденото са свързани в един общ крайник от слабините до глезените, придавайки му вид на русалка.
Синдромът се среща при едно от около 60 000 раждания (т.е. с честотата на сиамските близнаци) и почти винаги завършва със смърт: в около половината от случаите детето е мъртвородено, а ако се роди живо — умира в рамките на 1-2 дни от раждането, поради усложнения, свързани с патологичното развитие и функциониране на бъбреците и пикочния мехур. Диагнозата се поставя веднага с раждането, но е възможна и пренатална ултразвукова диагностика през второто тримесечие от бременността (между 13-ата и 26-ата седмица).
Деформациите, свързани със сиреномелията са:
- свързване на долните крайници;
- липса или малформации на бъбреците;
- липсващ отвор за анус в края на дебелото черво;
- липсващи, малки, зле развити или свързани тазови кости;
- липсващи, малки или зле развити вътрешни или външни полови органи;
- неразвити бели дробове;
- порок на сърцето, вродени дефекти на белите дробове, гръбначния стълб, мозъка и горните крайници.

Свързването на долните крайници варира в широк диапазон, като тежките случаи са при свързване на двата крайника в един общ, а леките случаи са когато са добре оформени бедрените кости, тибиите и фибулите, но е свързана кожата, например при глезените.
Причина за деформацията е недостигът на кръвоснабдяване от долната аорта в матката на майката. Съществуват предположения за връзка между сиреномелия у новороденото и захарна болест у майката, но те не са общоприети.
Съвсем малко от пациентите, които не са проявили обичайните усложнения на бъбреците и пикочния мехур, са успели да оживеят. Трите известни случая са:
- Милагрос Серон от Перу (р. 27 април 2004),
- Тифани Йоркс от САЩ (7 май 1988), която е и най-дълго преживялата пациентка,
- Шайло Пипин от САЩ (4 август 1999).

Серон и Йоркс успешно претърпяват операции за разделяне на крайниците. Пипин не се е подлагала на такава операция, но има две успешни бъбречни трансплантации.